# Allobates caeruleodactylus
Allobates caeruleodactylus (synoniem: Colostethus caeruleodactylus) is een kikkersoort uit de familie van de Aromobatidae. De wetenschappelijke naam van de soort is voor het eerst geldig gepubliceerd in 2001 door Albertina Pimentel Lima en Janalee P. Caldwell. De soortaanduiding caeruleodactylus betekent vrij vertaald 'blauwe teen'.
De soort is alleen bekend op één plek, 40 kilometer ten zuiden van Manaus, in de staat Amazonas in Brazilië, en in volwassen regenwoud. De reproductieve gewoonten zijn onbekend, maar de larven ontwikkelen zich waarschijnlijk in het water.